# Bramletteia
Bramletteia es un género de foraminífero bentónico de estatus incierto, normalmente considerado un subgénero de Silicosigmoilina, es decir, Silicosigmoilina (Bramletteia) de la subfamilia Sigmoilopsinae, de la familia Sigmoilopsidae, de la superfamilia Rzehakinoidea, del suborden Schlumbergerinina y del orden Schlumbergerinida. Su especie tipo es Silicosigmoilina (Bramletteia) perplexa. Su rango cronoestratigráfico abarca desde el Maastrichtiense (Cretácico superior) hasta el Paleoceno.

## Discusión
Bramletteia ha sido considerado un sinónimo posterior de Suggrunda de la Familia Fursenkoinidae, de la Superfamilia Fursenkoinoidea, del Suborden Buliminina y del Orden Buliminida. Clasificaciones previas han incluido Bramletteia en la familia Rzehakinidae, de la superfamilia Rzehakinoidea, del suborden Textulariina y del orden Textulariida. También ha sido incluido en el suborden Rzehakinina y en el orden Lituolida, aunque Rzehakinina ha sido considerados sinónimo posterior de Schlumbergerinina.

## Clasificación
Bramletteia incluye a las siguientes especies:
- Bramlettia akkeshiensis †, también considerado como Silicosigmoilina (Bramlettia) akkeshiensis †
  - Bramlettia akkeshiensis tokachiensis †, también considerado como Silicosigmoilina (Bramlettia) akkeshiensis tokachiensis †
- Bramlettia chicoensis †, también considerado como Silicosigmoilina (Bramlettia) chicoensis †
- Bramlettia ezoensis †, también considerado como Silicosigmoilina (Bramlettia) ezoensis †
- Bramlettia kushiroensis †, también considerado como Silicosigmoilina (Bramlettia) kushiroensis †
- Bramlettia perplexa †, también considerado como Silicosigmoilina (Bramlettia) perplexa †